# 石狩レッドフェニックス
石狩レッドフェニックス（いしかりレッドフェニックス、英語: Ishikari Red Phoenix）は、日本のプロ野球球団。北海道石狩市を拠点に独立リーグの北海道フロンティアリーグ (HFL)に所属する。
2021年シーズンは北海道ベースボールリーグ (HBL)に加盟していたが、美唄ブラックダイヤモンズ、士別サムライブレイズとともに同年限りでリーグを脱退し、2022年シーズンより北海道フロンティアリーグに参加している。

## 概要
球団名の「レッドフェニックス」は「赤」を意味する二つの言葉を組み合わせ、フェニックスの性質から「負けても立ち上がり、勝ち続けるチーム」となる願いを込めたとされる。
創設は、設立者が2020年に北海道ベースボールリーグ設立者（当時は代表）と会って「野球を通じて北海道を活性化させる」という考えに興味を示したことが発端で、石狩市長から「きちんとできるようなら応援しますよ」という言葉も得て、発足へ進むことになった。

### 開催球場
発足した2021年は、石狩市の青葉公園野球場のほか、留萌市の浜中運動公園野球場でも試合を開催する予定だったが、新型コロナウイルス感染症流行に伴うリーグ戦中断により、浜中での試合は実施されなかった。
HFLに所属が変更となった2022年は全試合を青葉公園野球場で開催した。
2023年は、青葉公園のほかに、浜中運動公園野球場と札幌スタジアムで各2試合（ダブルヘッダー）が設定され、予定通り開催された。
2024年は前年の開催球場に加え、北海道立野幌総合運動公園硬式野球場で2試合（ダブルヘッダー）の開催が予定され、実際に開催された。球場別の試合数は当初日程では青葉公園18・浜中4・札幌と野幌が各2だったが、その後7月21日に青葉公園で予定されていた2試合が、オイシックス新潟アルビレックス・ベースボール・クラブとリーグ選抜の交流戦日程に振り替えられ、そこで予定されていた公式戦（ダブルヘッダー）を8月17日に札幌市円山球場での開催に振り替えた。
2025年の日程では、新たに浦臼町ふるさと運動公園野球場（2試合）、夕張市平和運動公園野球場（サングリンスタジアム、2試合）、オホーツク紋別球場（2試合）で試合が予定される一方、前年開催された浜中や野幌での試合設定はない（このほか、青葉公園で18試合、札幌で4試合、円山で2試合）。
リーグチャンピオンシップは、リーグ戦首位チームの本拠地で最初の2戦を実施する形になった2023年以降、いずれも青葉公園で実施されている。

## 歴史

### 北海道ベースボールリーグ時代
2020年
- 5月8日 - 北海道ベースボールリーグが記者会見を開き、球団名と来年度からのリーグ戦参加を発表[16]。
- 8月7日 - 球団設立記念の「プレシーズンマッチ」として青葉公園野球場で美唄対富良野の公式戦が開催される[17][18]。
- 11月6日 - 株式会社石狩レッドフェニックスとして法人化し、北海道ベースボールリーグに加盟する[19]。

2021年
- 5月1日 - 初の公式戦を実施（対富良野、3 - 1で勝利）[20]。
- 8月29日 - 新型コロナウイルス感染症の感染状況悪化によりリーグ戦が打ち切りとなり、リーグ戦優勝が決定[21]。
- 9月15日 - クライマックスシリーズで4位の富良野に勝利して勝ち抜け[22]。
- 9月18日 - 「HBLチャンピオンシップ」で、美唄を2勝0敗で下して初の年間リーグ優勝を達成[23][24]。
- 10月6日 - 9月30日付で北海道ベースボールリーグ（HBL）を脱退していたことが公表される[25]。同日、美唄・士別と新リーグを結成することを発表[26]。

### 北海道フロンティアリーグ時代
2021年
- 11月5日 - 新リーグ設立会見が開かれ、「北海道フロンティアリーグ」のリーグ名が発表される[27]。

2022年
- 2月17日 - チーム初の監督として、元オリックス・バファローズ選手で北海道日本ハムファイターズにも在籍歴のある坪井智哉の就任を発表した[28][29]。
- 2月28日 - リーグが日本独立リーグ野球機構（IPBL）に加盟したことに伴い、機構の賛助会員となる[1]。
- 4月1日 - 臨時コーチとして元阪神タイガースの的場寛一の招聘を発表[30]。
- 8月16日 - チームに新型コロナウイルス感染症罹患者が複数発生した影響で、17日に予定していた対士別戦の延期を発表[31]。17日には、さらに21日までの試合についても延期が発表された[32]。
- 9月21日 - 当シーズンのリーグ公式戦が終了。1位となり、リーグチャンピオンシップに進出する[33]。
- 9月26日 - 士別と対戦したリーグチャンピオンシップに2勝3敗（うち1勝はリーグ戦1位のアドバンテージ）で敗退[34]。

2023年
- 9月6日 - 前年に続いてリーグ戦1位が決定[35]。
- 9月10日 - 当年度のリーグ戦を終了。
- 9月24日 - 士別と対戦したリーグチャンピオンシップを制し、HFLになってから初のリーグ優勝を達成[36]。
- 9月29日 - グランドチャンピオンシップ準々決勝で、愛媛マンダリンパイレーツ（四国アイランドリーグplus、開催地元枠）に敗退[37]。
- 10月22日 - 監督の坪井の留任を発表[38]。
- 11月25日 - コーチの的場寛一の留任（ただし役職は「野手総合コーチ」となる）[39]、および投手コーチとして金村曉の就任を発表[40]。

2024年
- 8月24日 - 3年連続となるリーグ戦1位が決定[41]。
- 9月21日 - リーグチャンピオンシップでリーグ戦2位の美唄を破り、2年連続のリーグ優勝を達成[42]。
- 9月27日 - グランドチャンピオンシップ準々決勝で、栃木ゴールデンブレーブス（ベースボール・チャレンジ・リーグ、開催地元枠）に敗退[43]。
- 11月10日 - 監督の坪井が今シーズンをもって退任することが発表される[44]。
- 11月11日 - 投手コーチの金村の退任が発表される[45]。金村についてはこれに先立って阪神タイガースコーチへの就任が発表されていた[46]。
- 11月13日 - コーチの的場が監督に就任することが発表された[47]。
- 12月21日 - 臨時投手コーチとして、元東北楽天ゴールデンイーグルス選手で、群馬ダイヤモンドペガサス監督も務めた川尻哲郎の就任を発表[48]。

2025年
- 3月2日 - 投手コーチに、元北海道日本ハムファイターズ選手の新垣勇人の就任を発表した[49][注釈 3]。

## 成績

### 北海道ベースボールリーグ

#### リーグ戦
| 年度 | 監督     | 順位 | 試合 | 勝利 | 敗戦 | 引分 | 勝率 | ゲーム差 |
| ---- | -------- | ---- | ---- | ---- | ---- | ---- | ---- | -------- |
| 2021 | （なし） | 1位  | 37   | 29   | 5    | 3    | .853 | -        |

- 年度の金地は優勝。

#### ポストシーズン
2021年
クライマックスシリーズ：勝ち抜き（対戦は富良野ブルーリッジ）
HBLチャンピオンシップ：優勝（2勝0敗、対戦は美唄ブラックダイヤモンズ）

### 北海道フロンティアリーグ

#### リーグ戦
| 年度 | 監督     | 順位 | 試合 | 勝利 | 敗戦 | 引分 | 勝率 | ゲーム差 |
| ---- | -------- | ---- | ---- | ---- | ---- | ---- | ---- | -------- |
| 2022 | 坪井智哉 | 1位  | 46   | 27   | 18   | 1    | .600 | -        |
| 2023 | 坪井智哉 | 1位  | 46   | 30   | 16   | 0    | .652 | -        |
| 2024 | 坪井智哉 | 1位  | 52   | 40   | 11   | 1    | .784 | -        |

- 年度の金地は優勝。

#### リーグチャンピオンシップ
- 2022年 - 2勝3敗（対戦は士別。1勝はリーグ戦1位のアドバンテージ）
- 2023年 - 優勝（3勝1敗：対戦は士別。1勝はリーグ戦1位のアドバンテージ）
- 2024年 - 優勝（3勝0敗：対戦は美唄。1勝はリーグ戦1位のアドバンテージ）

#### グランドチャンピオンシップ
- 2023年 - 準々決勝敗退（対戦は愛媛）
- 2024年 - 準々決勝敗退（対戦は栃木）

## 球団歌
公式テーマソングとして、2021年に制定された「イチバン!」がある。

## 応援団
私設応援団「石狩翔風會」が存在する。札幌吉本所属のお笑いコンビ「ねこ超人」が2023年より球団公式応援アンバサダーとして活動する。

## マスコットキャラクター
「フェニックス君」。球団名のフェニックスをモチーフとしている。2022年6月に、着ぐるみ制作費用をクラウドファンディングで募る企画（目標120万円）を立ち上げ、1口の最高額となる10万円の寄付者に対しては「1日独立リーガーとしての試合出場権」をリターンとして贈る（目標額に到達しない場合でも実施）としている。7月2日、10万円の寄付については完売したと発表された。「1日試合出場権」を得た1人について、9月4日の試合に出場することが9月3日に告知された。なお、この出場権をリターンとする企画については、臨時コーチの的場寛一（元阪神タイガース）が自らの発案であると明かしている。